# Wieland Kuijken
Wieland Kuijken, né le 31 août 1938 à Dilbeek dans la province du Brabant flamand, est un gambiste et violoncelliste belge.

## Biographie
Wieland Kuijken naît dans une famille de musiciens en 1938. Il est le frère du violoniste et chef d'orchestre Sigiswald Kuijken, le fondateur de La Petite Bande, et du flûtiste Barthold Kuijken.
Wieland étudie le violoncelle et le piano au Conservatoire de Bruges, avant de remporter le premier prix de violoncelle au Conservatoire de Bruxelles en 1962. Il reprend ensuite la pratique de la viole de gambe qu'il avait commencé en autodidacte à l'âge de 18 ans. Sa carrière démarre en 1959, au sein de l'Orchestre national de Belgique, et se poursuit dans plusieurs formations renommées, la formation Musiques Nouvelles et l'Ensemble Alarius de Bruxelles (1959 à 1972), et enfin l'ensemble La Petite Bande, qu'il intègre en 1972. Cette formation, dirigée par son frère Sigiswald, est spécialisée dans le répertoire baroque, interprété sur instruments d’époque.
Wieland Kuijken est également violoncelliste du Quatuor Kuijken, depuis 1987, et dirige le Collegium Europae depuis 1988.

## Influences musicales
Wieland Kuijken a enseigné au Conservatoire de Bruxelles, où il a été le professeur de Philippe Pierlot, Sophie Watillon, Kaori Uemura, Christine Payeux et Jérôme Hantaï.
Wieland Kuijken est considéré comme un des grands artisans de la redécouverte de la viole de gambe, aux côtés de Jordi Savall, avec qui il a ressuscité les Concerts à deux violes égales du Sieur de Sainte Colombe.

## Discographie sélective

### Enregistrements de viole de gambe
- 1976 : Concerts à deux violes égales du Sieur de Sainte Colombe, par Wieland Kuijken, Jordi Savall, Astrée E7729
- 1978 : Late French Viol Music, musique de Antoine Forqueray et Charles Dollé, par Wieland Kuijken, Sigiswald Kuijken, Robert Kohnen, Accent ACC67808
- 1992 : Concerts à deux violes égales, Tome II du Sieur de Sainte Colombe, par Wieland Kuijken, Jordi Savall, Astrée E8743
- Music for a Viol, musique de Jenkins, Simpson, Ford et Locke, par Wieland Kuijken, Sigiswald Kuijken, Robert Kohnen, Accent ACC68014
- 1992 : Pièces de Violes de François Couperin, par Wieland Kuijken, Kaori Uemura, Robert Kohnen, Accent ACC9288
- 2000 : Music for 2 Viols ACC99132
- 2003 : Quatre quatuors concertants de François Devienne, Barthold Kuijken, flûte, Ryo Terakado, violon, Sara Kuijken, alto, Wieland Kuijken, violoncelle. 1 CD Traversières
- 2006 : Pièces de viole du cinquième livre de Marin Marais par Wieland Kuijken, Kaori Uemura, Robert Kohnen, Accent ACC7844

### Enregistrements réalisés en tant que théorbiste
- 1977 - 1978 - 1979 :
- Marc-Antoine Charpentier, Troisième Leçon du Mercredy Sainct H 98, Troisième répons après la Troisième leçon du premier nocturne H 113, Première leçon de ténèbres du Jeudy Sainct H 102, Second répons après la seconde leçon du premier nocturne H 112 - LP Harmonia Mundi 1006, (08/1977/01/1978).
- Charpentier, Seconde leçon du Jeudy Sainct H 103, Troisième leçon du Jeudy sainct H 104 - LP Harmonia Mundi 1007, (08/1977/01/1978).
- Charpentier, Première leçon du Vendredy Sainct H 105, Seconde leçon du Vendredy Sainct H 106 - LP Harmonia Mundi 1008, (08/1977/01/1978).
- Charpentier, Troisième leçon du Vendredy Sainct H 110, , Quatrième répons après la première leçon du second nocturne H 114, Cinquième répons après la seconde leçon du second nocturne H 115, Sixième répons après la troisième leçon du second nocturne H 116, Septième répons après la première leçon du troisième nocturneH 117, Huitième répons après la seconde leçon du troisième nocturne H 118, Neuvième répons après la troisième leçon du troisième nocturne du Mercredy Sainct H 119 - LP Harmonia Mundi HM 1009 (01/1978/01/1979) - Concerto Vocale, René Jacobs, haute-contre, Judith Nelson, soprano, Anne Verkinderen, soprano, William Christie, clavecin et orgue, Konrad Junghänel, théorbe, Wieland Kuijken, Adelheid Glatt, basse de viole. Report partiel en CD Leçons et Répons de Ténèbres du Mercredy Sainct, H 96, H 111, H 97, H 112, H 98, H 113 (HMC 901005 1978) - Leçons du Jeudy Sainct, H 102, H 103, H 104 (HMC 901006 1978) - Leçons de Ténèbres du Vendredy Sainct, H 105, H 106, H 110 (HMC 901007 1979).  2006 : Kuijken Two Generations, quintette et quatuor de Beethoven, Challenge CC 72181

### Enregistrements réalisés en tant que chef d'orchestre
- 2000 : Stabat Mater, Magnificat et Missa Dolorosa d'Antonio Caldara, par le Chœur de chambre de Namur et l'ensemble Les Agrémens, dir. Wieland Kuijken
- 2006 : Marin Marais, Sémélé, Ouverture et Danses, Montréal Baroque. 1 SCAD Atma classique